# The Divine Comedy
The Divine Comedy es un grupo de indie pop originario de Irlanda del Norte y formado en 1989. La banda está liderada por Neil Hannon, compositor, cantante, guitarrista, pianista y único miembro estable del proyecto, aunque a lo largo de los años han pasado por él una larga lista de músicos.
Su música combina influencias de grupos como The Smiths y Electric Light Orchestra con la tradición crooner de Scott Walker y Jacques Brel y el pop barroco de The Beach Boys o Burt Bacharach. Asimismo, la variada instrumentación y los arreglos orquestales de sus canciones también toman como referencia la música de compositores como Ravel, Stravinsky, John Barry, Michael Nyman o Philip Glass.
Las letras de Neil Hannon se caracterizan por retratar irónicamente la vida moderna y por incluir en ellas guiños a sus referentes literarios y culturales con los que aborda temáticas como el amor, el sexo o la venganza.

## Biografía

### Primera formación: 1989-1992
The Divine Comedy nació en 1989 en Irlanda del Norte cuando Neil Hannon apenas contaba con 18 años. La formación se completó con sus compañeros de estudios de su colegio de Enniskillen, John McCullagh (bajo) y Kevin Traynor (batería). Hannon escogió el nombre el grupo por casualidad, después de encontrar en su casa familiar el poema La Divina Comedia de Dante Alighieri y decidir bautizar de esta forma al trío.
El grupo firmó con la compañía indie irlandesa Setanta Records y en la primavera de 1990 se editó su primer miniálbum, Fanfare for the Cosmic Muse, cuyo sonido estaba influido por grupos de guitarras como R.E.M. y Ride. En esta época el grupo comenzó a ofrecer sus primeros conciertos y a ejercer como teloneros de My Bloody Valentine. El año siguiente se editó su segundo disco, el EP Timewatch, tras lo que se incorporó a la formación John Allen como cantante principal, sustituyendo a Neil Hannon que pasó a encargarse solamente de la guitarra y la composición.
En 1992 el grupo se trasladó a Londres y teloneó frecuentemente a Suede, grabando asimismo el EP Europop producido por Edwyn Collins y que sería el último disco de esta primera alineación de Divine Comedy. Después de esta grabación el grupo regresó a Irlanda, donde los compañeros de Hannon abandonarían la formación para proseguir con sus estudios en la Universidad.

### Liberation y Promenade: 1993-1994
Tras la marcha de sus compañeros, Hannon decidió continuar con el proyecto en solitario y vivió en el ático de su casa familiar durante un año y medio, durante el cual comenzó a escribir canciones bajo la influencia de músicos como Jacques Brel, Scott Walker y Michael Nyman y de referencias literarias como William Wordsworth, Una habitación con vistas de E.M. Forster y el personaje de literatura infantil Mr. Benn.
Estas canciones fueron incluidas en sus dos primeros álbumes, el primero de los cuales, Libération (1993), ya mostraba un sonido completamente diferente a la música que se hacía en esa época y a la de la trayectoria anterior del grupo, por lo que Hannon lo ha considerado como el verdadero primer trabajo de Divine Comedy. El sonido del disco se basaba en una combinación de arreglos de cuerdas y vientos, guitarra acústica y piano, y pese a que consiguió críticas muy positivas por parte de la prensa musical británica, obtendría más repercusión en Francia.
En la primavera de 1994 se publicó su segundo álbum, Promenade, que logró vender más copias que el anterior al mismo tiempo que mantuvo las buenas críticas. Durante esta época el grupo actuó como telonero en la gira europea de Tori Amos mientras Hannon se estaba convirtiendo en un artista popular en Francia.

### Casanova: 1995-1996
Hannon pasó cuatro meses componiendo nuevas canciones para su siguiente álbum y ocho más para grabarlas. Durante este tiempo, también escribió el tema principal de una nueva comedia televisiva de Channel 4 llamada Father Ted, canción de la que grabaría otra versión con letra titulada Songs of Love que incluyó en su nuevo trabajo, que llevaría por título Casanova.
Si los dos discos anteriores del grupo trataban sobre los sueños románticos de un hombre joven, Casanova lo haría sobre lo que viene después de esos sueños, justo cuando Hannon comenzaba a conocer el éxito y el estilo de vida que conlleva. Las letras del álbum hicieron honor a su título retratando el sexo, el deseo, el amor y la añoranza a través de historias basadas en relaciones amorosas casuales y moralidad relajada.
Musicalmente, Hannon logró utilizar para este álbum la instumentación que siempre había deseado, reuniendo una banda de acompañamiento con secciones de cuerda y viento que también le serviría de apoyo en sus conciertos. Entre los miembros de la banda destacaría el músico y compositor Joby Talbot al piano, quien previamente había sido elegido ‘El mejor músico joven’ por la BBC. Talbot ya había colaborado en el disco anterior y sería el responsable de los arreglos orquestales de varios discos del grupo. Además de Talbot, el grupo estaba formado por Bryan Mills e Ivor Talbot, dos antiguos compañeros de clase de Hannon, al bajo y la guitarra respectivamente; Stuart Bates al órgano Hammond; y Miggy Barradas en la batería.
Durante esta época, grupos indies como Oasis, Blur y Pulp lograron que el britpop copara las listas de éxitos británicas, situación de la que se beneficiaron otras bandas independientes como The Divine Comedy. Gracias a ello y también a la promoción de Setanta y al apoyo del locutor de la BBC One, Chris Evans, el primer sencillo del álbum, Something for the Weekend, se convirtió en un éxito en el Reino Unido. Hannon comenzó entonces a ser entrevistado por multitud de medios de comunicación y a actuar frecuentemente en la televisión, popularizándose así en todo el país su característica imagen de dandy enfundado en elegantes trajes y gafas de sol.

### A Short Album About Love: 1997-1998
Su siguiente disco fue el miniálbum A Short Album About Love conformado por siete canciones que Hannon había considerado demasiado románticas para el ambiente decadente y explícito que quiso dar a Casanova. El álbum fue grabado en vivo durante dos días en el teatro Shepherds Bush Empire de Londres con la orquesta de 30 miembros Brunel Ensemble y con Joby Talbot a cargo de los arreglos. El título era un guiño a la película de Krzysztof Kieślowski A Short Film About Love - estrenada como No amarás en los países hispanohablantes - y fue publicado el día de San Valentín de 1997 como complemento a su álbum anterior. El álbum entró directamente al puesto 13 de las listas británicas, y la canción elegida como sencillo, Everybody Knows (Except You), alcanzó el número 14. La banda ofreció conciertos acompañados por una orquesta en el Reino Unido y Francia, para más tarde embarcarse en una gira convencional por Europa y Japón. 
Después de la gira, Divine Comedy participaron con la canción I've Been To A Marvellous Party en el álbum homenaje a Noel Croward titulado 20th Century Blues coordinado por Neil Tennant de Pet Shop Boys y cuyos beneficios fueron a la asociación Red Hot Aids Trust. Asimismo, durante 1997 Hannon y Joby Talbot colaborarían con Michael Nyman en un proyecto llamado Grizzly Knife Attack en el que adaptaron temas de las carreras de ambos en tres conciertos ofrecidos en el Festival de Edimburgo.

### Fin de Siècle
En el otoño siguiente publicarían su siguiente trabajo titulado Fin de Siêcle, para cuya grabación contaron con más de cien músicos, entre los que estuvieron nuevamente la Brunel Ensemble además de un coro y la cantante de ópera y colaboradora habitual de Michael Nyman, Hillary Summers. La sofisticación de los arreglos, junto a la incorporación a la banda del percusionista Rob Farrer hicieron del disco el más ambicioso de The Divine Comedy hasta entonces.
El disco llegó hasta el puesto n.º 9 en las listas de éxitos británicas, su mejor posición hasta entonces, y con los sencillos Generation Sex y The Certany of Chance el grupo siguió haciendo una buena base de seguidores. Pero fue el tercero, National Express, una canción que ampliaba el característico sonido del grupo, el que lograría situarse por primera vez entre las primeras diez posiciones de la lista de los sencillos más vendidos.
En 1999 el grupo terminó su relación con el sello Setanta después de casi una década, tras lo que la compañía editó un álbum recopilatorio formado por las canciones más representativas de sus cinco primeros álbumes y que alcanzó el número 3 en las listas británicas. Durante ese año, Hannon cantó a dúo una versión de la canción All Mine de Portishead junto a Tom Jones en su álbumReload. Al año siguiente, Divine Comedy ejerció de banda de acompañamiento de la cantante alemana Ute Lemper en su disco Punishing Kiss, contribuyendo con dos canciones originales y dos duetos de Hannon con Lemper en las canciones Tango Ballad y Split.

### Regeneration
Tras incorporarse a la discográfica multinacional Parlophone, el grupo publicó su siguiente disco en marzo de 2001 bajo el título de Regeneration, álbum que significó una ruptura con su música anterior facturando un sonido notablemente más sobrio que prescindía de los arreglos orquestales habituales en la banda. Regeneration fue producido por Nigel Godrich, célebre por haber trabajado con Radiohead, Beck y Travis y significaría la despedida de los siete miembros oficiales que se habían unido a la banda durante la época de Casanova, Este hecho llevó a Neil Hannon a pronunciar la lapidaria y reveladora frase: Yo soy The Divine Comedy.
Hannon dio varios conciertos en solitario con el único acompañamiento de una guitarra acústica, y a comienzos de 2002 el grupo teloneó a Ben Folds en Estados Unidos coincidiendo con la edición de Regeneration en ese país, la primera que se hizo de un disco del grupo. La banda recibió una buena acogida por parte del público estadounidense, lo que les llevó a realizar varios conciertos más como grupo titular durante ese año y el siguiente.

### Absent Friends
Durante la composición de las canciones de su siguiente disco tuvieron lugar varios cambios en la vida de Hannon que afectaron tanto al título, Absent Friends, como al contenido de las letras, entre ellos estuvieron el nacimiento de su primer hijo, su larga gira por los Estados Unidos, su mudanza de Londres a Dublín y la separación de su antiguo grupo. 
Absent Friends, salió a la venta el 29 de marzo de 2004 precedido del sencillo Come Home Billy Bird, canción que contaba con la exvocalista de Kenickie Lauren Laverne, en los coros. Con este disco la banda volvería a las suntuosas orquestaciones que habían dejado de lado en su anterior larga duración y que correrían a cargo una vez más de Joby Talbot. Fue producido por el propio Hannon y Nigel Godrich fue en esta ocasión el encargado de las mezclas, contando asimismo con la presencia del compositor y multinstrumentista francés Yann Tiersen en la canción Sticks and Stones.
Después de editar como segundo sencillo el tema que dio título al álbum, en octubre se publicó el primer DVD del grupo conteniendo un concierto ofrecido a principios de ese año en el London Palladium. Más tarde, el grupo ofrecería a través de su página web unas canciones agrupadas bajo el nombre de Bavarian EP disponibles únicamente en internet, culminando el año con sendos conciertos en el Folies Bergère de París y en el Royal Albert Hall de Londres de los cuales se vendieron todas las entradas y con su participación en el proyecto benéfico Band Aid 20.
Los años 2005 y 2006 serían de una gran actividad para Neil Hannon, tanto con Divine Comedy como con sus colaboraciones con otros artistas. La primera de ellas fue la grabación de la parte vocal de la banda sonora de la película The Hitchhiker's Guide to the Galaxy, compuesta por Joby Talbot. Asimismo, se involucró en el debut discográfico de la estrella de los musicales del West End, Laura Michelle Kelly.

### Victory for the Comic Muse
Durante el mismo periodo también tuvo lugar la grabación de su siguiente álbum para el que Hannon había escrito más de treinta canciones y que se grabó prácticamente en directo el estudio utilizando tecnología analógica. Finalmente el disco se publicó el 19 de junio con el título de Victory for the Comic Muse después de la edición del sencillo Diva Lady, al que seguirían posteriormente To Die a Virgin y A Lady of a Certain Age, esta última, la favorita de la crítica y el público. El 6 de junio el grupo actuaría en el Somerset House de Londres e iniciaría una gira que le llevaría por toda Europa.
Durante el año 2006 Hannon también colaboró en varios discos benéficos, prestando su voz a la canción Aliens en el proyecto The Cake Sale a beneficio Oxfam y en Colors Are Brighter para Save the Children. además de contribuir en la banda sonora de la veterana serie televisiva de la BBC Dr. Who con las canciones Song for Ten y Love Don't Roam.
Desde mediados de 2006 hasta los primeros meses de 2007 se publicaron varios discos de artistas franceses que contaron con la participación de Neil Hannon. El primero de ellos fue Fictions de Jane Birkin, para el que Neil Hannon compuso la canción Home y poco más tarde participaría en el disco 5:55 de su hija Charlotte Gainsbourg junto con Air y Jarvis Cocker, el exlíder de Pulp. Junto con estos mismos músicos volvería a trabajar en el siguiente disco de Air, Pocket Simphony, en el que Hannon puso su voz a la canción Somewhere Between Waking and Sleeping, siendo su última colaboración con un artista francés la canción Favourite Song cantada a dúo con Vincent Delerm en su disco Les Piqûres D’Araignée.
En febrero de 2007 fue galardonado con dos premios: el James Joyce Award otorgado por la Literary and Historical Society de la Universidad de Dublín por «su excepcional contribución a la música moderna», y el Choice Music Prize, los premios de la música irlandesa, por el álbum Victory For The Comic Muse.
La incansable actividad de Neil Hannon durante los últimos años continuaría al hacerse cargo de la música de la serie de televisión para Channel 4 IT Crowd, y de la composición de una obra musical basada en la novela Las andorinas y las amazonas de Arthur Ransome en el National Theatre de Londres.
En septiembre de 2015, se anunció que la banda había comenzado la grabación de su undécimo álbum. El 17 de mayo de 2016 anunciaron que su nuevo disco Foreverland se lanzaría el 2 de septiembre de 2016 y que habría una gira europea desde octubre de ese año hasta febrero de 2017. Para promocionar el disco se lanzaron los sencillos "Catherine the Great" el 24 de junio, y "How Can You Leave Me On My Own" el 26 de agosto.

## Discografía

### Álbumes
| Fecha de publicación    | Álbum                                          | Discográfica                  | Posición en las listas (UK) |
| ----------------------- | ---------------------------------------------- | ----------------------------- | --------------------------- |
| Febrero de 1990         | Fanfare for the Comic Muse                     | Setanta                       | -                           |
| 16 de agosto de 1993    | Liberation                                     | Setanta                       | -                           |
| 28 de marzo de 1994     | Promenade                                      | Setanta                       | -                           |
| 29 de abril de 1996     | Casanova                                       | Setanta                       | 48                          |
| 10 de febrero de 1997   | A Short Album About Love                       | Setanta                       | 13                          |
| 31 de agosto de 1998    | Fin de Siècle                                  | Setanta                       | 9                           |
| 30 de agosto de 1999    | A Secret History (Recopilación)                | Setanta                       | 3                           |
| 12 de marzo de 2001     | Regeneration                                   | Parlophone                    | 14                          |
| 29 de marzo de 2004     | Absent Friends                                 | Parlophone                    | 23                          |
| 19 de junio de 2006     | Victory for the Comic Muse                     | Parlophone                    | 43                          |
| 2006                    | Instrumentals From 'Victory For The Comic Muse | BMG Music Publishing          | -                           |
| 31 de mayo de 2010      | Bang Goes The Knighthood                       | Divine Comedy Records Limited | 20                          |
| 2 de septiembre de 2016 | Foreverland                                    | Divine Comedy Records Limited | 7                           |
| 7 de junio de 2019      | Office Politics                                | Divine Comedy Records Limited |                             |

### Sencillos
| Fecha de publicación     | Sencillo                                  | Álbum                      | Discográfica | Puesto en las listas (UK) |
| ------------------------ | ----------------------------------------- | -------------------------- | ------------ | ------------------------- |
| 18 de octubre de 1993    | Lucy                                      | Promenade                  | Setanta      | -                         |
| 17 de junio de 1996      | Something for the Weekend                 | Casanova                   | Setanta      | 14                        |
| 12 de agosto de 1996     | Becoming More Like Alfie                  | Casanova                   | Setanta      | 27                        |
| 4 de noviembre de 1996   | The Frog Princess                         | Casanova                   | Setanta      | 15                        |
| 10 de marzo de 1997      | Everybody Knows (Except You)              | A Short Album About Love   | Setanta      | 14                        |
| 14 de septiembre de 1998 | Generation Sex                            | Fin de Siècle              | Setanta      | 19                        |
| 16 de noviembre de 1998  | The Certainty of Chance                   | Fin de Siècle              | Setanta      | 49                        |
| 25 de enero de 1999      | National Express                          | Fin de Siècle              | Setanta      | 8                         |
| 9 de agosto de 1999      | The Pop Singer's Fear of the Pollen Count | A Secret History           | Setanta      | 17                        |
| 1 de noviembre de 1999   | Gin Soaked Boy                            | A Secret History           | Setanta      | 38                        |
| 26 de noviembre de 2001  | Love What You Do                          | Regeneration               | Parlophone   | 26                        |
| 14 de septiembre de 2001 | Bad Ambassador                            | Regeneration               | Parlophone   | 34                        |
| 29 de octubre de 2001    | Perfect Lovesong                          | Regeneration               | Parlophone   | 42                        |
| 22 de marzo de 2004      | Come Home Billy Bird                      | Absent Friends             | Parlophone   | 25                        |
| 14 de junio de 2004      | Absent Friends                            | Absent Friends             | Parlophone   | 38                        |
| 12 de junio de 2006      | Diva Lady                                 | Victory for the Comic Muse | Parlophone   | 52                        |
| 14 de agosto de 2006     | To Die a Virgin                           | Victory for the Comic Muse | Parlophone   | 67                        |
| 6 de noviembre de 2006   | A Lady of a Certain Age                   | Victory for the Comic Muse | Parlophone   | -                         |

### EP
| Fecha de publicación  | EP              | Discográfica                      |
| --------------------- | --------------- | --------------------------------- |
| Octubre de 1991       | Timewatch       | Setanta                           |
| Enero de 1992         | Europop         | Setanta                           |
| 18 de octubre de 1993 | Indulgence No 1 | Setanta                           |
| Julio de 1994         | Indulgence No 2 | Setanta                           |
| 25 de octubre de 2004 | Bavarian EP     | Disponible en thedivinecomedy.com |